# ماكسيم دلوغي
ماكسيم دلوغي (بالروسية: Максим Длуги)‏ Maxim Dlugy (ولد في 29 يناير 1966) لاعب شطرنج أمريكي يحمل لقب أستاذ كبير.

## حياته
ولد في موسكو في الاتحاد السوفييتي. ورحل مع عائلته إلى الولايات المتحدة الأمريكية عام 1977.

## نشاط
انتخب رئيسا لاتحاد الولايات المتحدة الأمريكية للشطرنج عام 1990.

## ألقاب
نال لقب أستاذ دولي عام 1982.
نال لقب أستاذ كبير عام 1986، بعد نتيجته في أولمبياد الشطرنج في دبي، حيث لعب ضمن الفريق الذي وصل للجولة الأخيرة.

## إنجازات
فاز ببطولة العالم للشطرنج للشباب عام 1985.

## روابط خارجية
- ماكسيم دلوغي على موقع الاتحاد الدولي للشطرنج (الإنجليزية)
- ماكسيم دلوغي على موقع مباريات الشطرنج (الإنجليزية)
- ماكسيم دلوغي على موقع 365Chess.com (الإنجليزية)
- ماكسيم دلوغي على موقع Chesstempo.com (الإنجليزية)
- ماكسيم دلوغي على موقع الاتحاد الأمريكي للشطرنج (الإنجليزية)
- ماكسيم دلوغي سجل أولمبياد الشطرنج على موقع OlimpBase.org (الإنجليزية)